# Campeonato Asiático de Atletismo de 2011 - 400 m feminino
A prova dos 400 metros feminino do Campeonato Asiático de Atletismo de 2011 foi disputada entre os dias 7 e 8 de julho de 2011 no Kobe Universiade Memorial Stadium em Kobe, no Japão. 
As medalhistas originais de ouro e prata, Olga Tereshkova do Cazaquistão e Gulustan Ieso do Iraque, foram posteriormente desqualificados após testes positivos para testosterona e metilhexaneamina, respectivamente. A medalhista de bronze inicial Chen Jingwen da China foi elevado à posição da medalha de ouro, enquanto as corredoras do quarto e quinto colocado Chandrika Subashini e Chisato Tanaka receberam medalhas de prata e bronze respectivamente. 

## Recordes
Antes desta competição, os recordes mundiais e do campeonato nesta prova eram os seguintes:
|                       | Nome               | Nacionalidade     | Tempo  | Local    | Data                   |
| --------------------- | ------------------ | ----------------- | ------ | -------- | ---------------------- |
| Recorde mundial       | Marita Koch        | Alemanha Oriental | 47s 60 | Camberra | 6 de outubro de 1985   |
| Recorde do campeonato | Damayanthi Dharsha | Sri Lanka         | 51s 05 | Jacarta  | 2000                   |
| Recorde asiático      | Ma Yuqin           | China             | 49s 81 | Pequim   | 11 de setembro de 1993 |

## Medalhistas
| Ouro               | Prata                     | Bronze               |
| Chen Jingwen (CHN) | Chandrika Subashini (LKA) | Chisato Tanaka (JPN) |

## Cronograma
Todos os horários são locais (UTC+9).
| Data       | Hora  | Evento  |
| ---------- | ----- | ------- |
| 7 de julho | 11:00 | Bateria |
| 8 de julho | 18:40 | Final   |

## Resultados

### Bateria
Qualificação: 3 atletas de cada bateria (Q) mais os 2 melhores qualificados (q). 
| Posição | Bateria | Atleta              | Nacionalidade | Tempo   | Notas  |
| ------- | ------- | ------------------- | ------------- | ------- | ------ |
| 1       | 2       | Chandrika Subashini | Sri Lanka     | 54.05   | Q      |
| 2       | 1       | Chen Jingwen        | China         | 54.06   | Q      |
| 3       | 1       | Chisato Tanaka      | Japão         | 54.16   | Q      |
| 4       | 1       | Miho Shingu         | Japão         | 54.36   | Q      |
| 5       | 2       | Sayaka Aoki         | Japão         | 54.46   | q      |
| 6       | 1       | Alaa Al-Qaysi       | Iraque        | 54.68   | q      |
| 7       | 2       | Yujin Woo           | Coreia do Sul | 55.78   |        |
| 8       | 1       | Leong Ka Man        | Macau         | 1:00.04 |        |
| 9       | 2       | Olga Tereshkova     | Cazaquistão   | 53.53   | Q, DSQ |
| 9       | 2       | Gulustan Ieso       | Iraque        | 53.81   | Q, DSQ |
| 10      | 1       | Marina Maslyonko    | Cazaquistão   |         | DNF    |

### Final
A final da prova ocorreu dia 8 de julho às 18:40. 
| Posição           | Raia | Atleta              | Nacionalidade | Tempo | Notas |
| ----------------- | ---- | ------------------- | ------------- | ----- | ----- |
| Medalha de ouro   | 7    | Chen Jingwen        | China         | 52.89 |       |
| Medalha de prata  | 9    | Chandrika Subashini | Sri Lanka     | 53.35 |       |
| Medalha de bronze | 4    | Chisato Tanaka      | Japão         | 54.08 |       |
| 4                 | 2    | Sayaka Aoki         | Japão         | 54.15 |       |
| 5                 | 8    | Miho Shingu         | Japão         | 54.28 |       |
| 6                 | 3    | Alaa Al-Qaysi       | Iraque        | 54.85 |       |
| 7                 | 5    | Olga Tereshkova     | Cazaquistão   | 52.37 | DSQ   |
| 7                 | 6    | Gulustan Ieso       | Iraque        | 52.80 | DSQ   |

Legenda
| Recorde mundial       | Recorde mundial (World record)               |                       | Recorde africano                      | Recorde africano (African) |                                           | Q | Classificado por posição (Qualified) |
| Recorde do campeonato | Recorde do campeonato (Championship record)  | Recorde da América    | Recorde da América (Americas)         | q                          | Classificado por melhor tempo (Qualified) |   |                                      |
| Melhor marca do ano   | Melhor marca do ano (World leading)          | Recorde asiático      | Recorde asiático (Asian)              | DNS                        | Não largou (Did not start)                |   |                                      |
| Recorde nacional      | Recorde nacional (National record)           | Recorde europeu       | Recorde europeu (European)            | DNF                        | Não terminou (Did not finish)             |   |                                      |
| Recorde pessoal       | Recorde pessoal do atleta (Personal best)    | Recorde da Oceania    | Recorde da Oceania (Oceania)          | DSQ / DQ                   | Desclassificado (Disqualified)            |   |                                      |
| Recorde da temporada  | Recorde da temporada do atleta (Season best) | Recorde sul-americano | Recorde sul-americano (South America) | NM                         | Sem marca (No mark)                       |   |                                      |